# Jules Lemaître
Jules Lemaître (Vennecy, 27 aprile 1853 – Travers, 5 agosto 1914) è stato uno scrittore francese.

## Biografia
Nel 1884 si dimise da insegnante dell'Università di Grenoble per dedicarsi ai libri e al teatro.
Accademico di Francia dal primo gennaio 1896, fu autore colto di drammi teatrali, tra i quali Le député Leveau (Il deputato Leveau, 1891), Mariage blanc (Matrimonio bianco, 1891), spesso densi di concetti filosofici, oltre che di una sensibilità peculiare ed estrosa pronta ad accogliere le innovazioni.
Scrisse molte critiche su autori a lui contemporanei (raccolte negli 8 volumi di Les Contemporains), recensioni e saggi d'argomento teatrale (raccolti negli 11 volumi delle Impressions de théâtre e in precedenza usciti sul Journal des débats e sulla Revue des Deux Mondes).
Come critico teatrale si avvicinò all'Impressionismo, assieme a Anatole France, opponendosi alla critica 'dogmatico-scientifica' del Brunetière.
Intervenne anche su questioni politiche sul quotidiano L'Écho de Paris, su posizioni nazionaliste e monarchiche.
Scrisse monografie su importanti personaggi, quali Rousseau (1907), Racine (1908), Fénelon (1910).
Come poeta si distinse per due opere di tendenza parnassiana, intitolate Les médaillons (I medaglioni, 1880) e Petites orientales (Piccole orientali, 1883).
I suoi lavori migliori risultarono i libri di racconti Dix contes (Dieci racconti, 1889), En marge des vieux livres (In margine ai vecchi libri, 1905), influenzati da Renan e da France.

## Opere
- Les Médaillons (1880) - poesie
- La Comédie après Molière et le théâtre de Dancourt (1882)
- Petites Orientales (1883) - poesie
- Sérénus, histoire d'un martyr (1896) - racconti
- Les Contemporains. Études et portraits littéraires (1886-99)
- Impressions de théâtre (1888-98)
- Révoltée (1889) - teatro
- Le Député Leveau (1890) - teatro
- Dix contes (1890) - racconti
- Mariage blanc (1891) - teatro
- Filipote (1893) - teatro
- Myrrha, Vierge et Martyre (1894)
- Le Pardon (1895) - teatro
- L'Âge difficile (1895) - teatro
- La Bonne Hélène (1895) - teatro
- L'Aînée (1898) - teatro
- La Franc-maçonnerie (1899)
- Contes blancs: la Cloche; la Chapelle blanche; Mariage blanc (1900) - racconti
- Les Rois (1903); trad. I re, Milano: Sonzogno, 1923 - romanzo
- Bertrade (1905) - teatro
- La Massière (1905) - teatro
- En marge des vieux livres (1905-07) - racconti
- Jean-Jacques Rousseau (1907)
- Jean Racine (1908)
- Fénelon (1910)
- Le Mariage de Télémaque (1910) - libretto per opera, scritto con Maurice Donnay su musica di Claude Terrasse
- Pages choisies (1911) - antologia a cura di André Du Fresnois
- Châteaubriand (1912)
- Les Péchés de Sainte-Beuve (1913)
- La Vieillesse d'Hélène  (1914) - racconti